# Olympische Sommerspiele 1996/Teilnehmer (Usbekistan)
| Gelbes Symbol für Goldmedaillen mit stilisierten Olympischen Ringen | Graues Symbol für Silbermedaillen mit stilisierten Olympischen Ringen | Braundes Symbol für Bronzemedaillen mit stilisierten Olympischen Ringen |
| ------------------------------------------------------------------- | --------------------------------------------------------------------- | ----------------------------------------------------------------------- |
| —                                                                   | 1                                                                     | 1                                                                       |

Usbekistan nahm an den Olympischen Sommerspielen 1996 in Atlanta, USA, mit einer Delegation von 71 Sportlern (63 Männer und acht Frauen) teil.

## Medaillengewinner
Mit je einer gewonnenen Silber- und Bronzemedaille belegte das Team Usbekistans Platz 58 im Medaillenspiegel.

### Silber
| Name             | Sportart | Wettkampf     |
| ---------------- | -------- | ------------- |
| Armen Bagdasarov | Judo     | Mittelgewicht |

### Bronze
| Name             | Sportart | Wettkampf         |
| ---------------- | -------- | ----------------- |
| Karim Toʻlaganov | Boxen    | Halbmittelgewicht |

## Teilnehmer nach Sportarten

### Boxen
- Ulugbek Ibragimov
Federgewicht: 9. Platz

- Muhammadqodir Abdullayev
Leichtgewicht: 17. Platz

- Nariman Atayev
Weltergewicht: 5. Platz

- Karim Toʻlaganov
Halbmittelgewicht: Bronze

- Dilshod Yorbekov
Mittelgewicht: 5. Platz

- Temur Ibragimov
Halbschwergewicht: 9. Platz

- Ruslan Chagayev
Schwergewicht: 17. Platz

### Fechten
- Rafkat Ruziyev
Florett, Einzel: 42. Platz

### Gewichtheben
- Viktor Yansky
Fliegengewicht: 14. Platz

- Baxtiyor Nurullayev
Mittelgewicht: Wettkampf nicht beendet

- Aleksandr Urinov
I. Schwergewicht: 13. Platz

- Valentin Manushev
II. Schwergewicht: 16. Platz

- Igor Khalilov
Superschwergewicht: Wettkampf nicht beendet

### Judo
- Alisher Muxtarov
Superleichtgewicht: 9. Platz

- Timur Mukhamedkhanov
Halbleichtgewicht: 17. Platz

- Andrey Shturbabin
Leichtgewicht: 7. Platz

- Vladimir Shmakov
Halbmittelgewicht: 9. Platz

- Armen Bagdasarov
Mittelgewicht: Silber

- Dmitry Solovyov
Halbschwergewicht: 21. Platz

- Komil Muradov
Schwergewicht: 21. Platz

### Kanu
- Aleksandr Popov
Einer-Kajak, 500 Meter: Viertelfinale

- Ivan Kireyev
Einer-Kajak, 1000 Meter: Viertelfinale

- Akram Yurabayev
Zweier-Kajak, 500 Meter: Halbfinale

- Vitaly Anosov
Zweier-Kajak, 500 Meter: Halbfinale

- Rafael Islamov
Zweier-Kajak, 1000 Meter: Viertelfinale

- Vladimir Alimdyanov
Zweier-Kajak, 1000 Meter: Viertelfinale

- Wladimir Kasanzew
Vierer-Kajak, 1000 Meter: Halbfinale

- Konstantin Yashin
Vierer-Kajak, 1000 Meter: Halbfinale

- Anatoliy Tyurin
Vierer-Kajak, 1000 Meter: Halbfinale

- Andrey Shilin
Vierer-Kajak, 1000 Meter: Halbfinale

- Yevgeny Astanin
Einer-Canadier, 500 Meter: Halbfinale
Einer-Canadier, 1000 Meter: Halbfinale

- Vladimir Shayslamov
Zweier-Canadier, 500 Meter: Viertelfinale
Zweier-Canadier, 1000 Meter: Halbfinale

- Sergey Shayslamov
Zweier-Canadier, 500 Meter: Viertelfinale
Zweier-Canadier, 1000 Meter: Halbfinale

- Irina Lyalina
Frauen, Einer-Kajak, 500 Meter: Viertelfinale
Frauen, Vierer-Kajak, 500 Meter: Halbfinale

- Tatyana Levina
Frauen, Zweier-Kajak, 500 Meter: Viertelfinale
Frauen, Vierer-Kajak, 500 Meter: Halbfinale

- Inna Isakova
Frauen, Zweier-Kajak, 500 Meter: Viertelfinale
Frauen, Vierer-Kajak, 500 Meter: Halbfinale

- Yelena Lebedeva
Frauen, Vierer-Kajak, 500 Meter: Halbfinale

### Leichtathletik
- Anvar Koʻchmurodov
100 Meter: Vorläufe

- Yury Aristov
110 Meter Hürden: Vorläufe

- Yevgeny Petin
Dreisprung: 38. Platz in der Qualifikation

- Sergey Kot
Kugelstoßen: 33. Platz in der Qualifikation

- Roman Poltoratsky
Diskuswurf: 37. Platz in der Qualifikation

- Vitaly Khozhatelev
Hammerwurf: 36. Platz in der Qualifikation

- Sergey Voynov
Speerwurf: 24. Platz in der Qualifikation

- Vladimir Parfyonov
Speerwurf: 27. Platz in der Qualifikation

- Ramil Ganiyev
Zehnkampf: 8. Platz

- Oleg Veretelnikov
Zehnkampf: DNF

- Lyudmila Dmitriady
Frauen, 100 Meter: Vorläufe
Frauen, 200 Meter: Vorläufe

- Svetlana Munkova
Frauen, Hochsprung: 28. Platz in der Qualifikation

### Radsport
- Dschamolidin Abduschaparow
Straßenrennen, Einzel: 100. Platz

### Ringen
- Shamsatdin Khudayberdyev
Fliegengewicht, griechisch-römisch: 16. Platz

- Bahodir Qurbonov
Federgewicht, griechisch-römisch: 16. Platz

- Grigory Pulyayev
Leichtgewicht, griechisch-römisch: 6. Platz

- Shermukhammad Kuziyev
Superschwergewicht, griechisch-römisch: 10. Platz

- Adhamjon Achilov
Fliegengewicht, Freistil: 7. Platz

- Damir Zakhartdinov
Bantamgewicht, Freistil: 8. Platz

- Ramil Islamov
Federgewicht, Freistil: 8. Platz

- Arsen Suleimanowitsch Fadsajew
Leichtgewicht, Freistil: 13. Platz

- Boris Dugdanowitsch Budajew
Weltergewicht, Freistil: 12. Platz

- Ruslan Khinchagov
Mittelgewicht, Freistil: 15. Platz

### Schießen
- Shukhrat Akhmedov
Luftpistole: 19. Platz
Freie Scheibenpistole: 9. Platz

### Schwimmen
- Ravil Nachayev
50 Meter Freistil: 45. Platz
4 × 100 Meter Freistil: 17. Platz
100 Meter Schmetterling: 48. Platz

- Oleg Tsvetkovsky
100 Meter Freistil: 48. Platz
4 × 100 Meter Freistil: 17. Platz
4 × 200 Meter Freistil: 12. Platz

- Vyacheslav Kabanov
200 Meter Freistil: 28. Platz
4 × 100 Meter Freistil: 17. Platz
4 × 200 Meter Freistil: 12. Platz

- Oleg Pukhnaty
4 × 100 Meter Freistil: 17. Platz
200 Meter Lagen: 24. Platz

- Aleksandr Agafonov
4 × 200 Meter Freistil: 12. Platz

- Dmitry Pankov
4 × 200 Meter Freistil: 12. Platz
200 Meter Schmetterling: 38. Platz

### Tennis
- Oleg Ogorodov
Einzel: 17. Platz

- Dmitry Tomashevich
Einzel: 33. Platz

### Turnen
- Oksana Chusovitina
Frauen, Einzelmehrkampf: 10. Platz
Frauen, Boden: 34. Platz in der Qualifikation
Frauen, Pferdsprung: 20. Platz in der Qualifikation
Frauen, Schwebebalken: 61. Platz in der Qualifikation
Frauen, Stufenbarren: 29. Platz in der Qualifikation

- Anastasiya Dzyundzyak
Frauen, Einzelmehrkampf: 31. Platz
Frauen, Boden: 50. Platz in der Qualifikation
Frauen, Pferdsprung: 47. Platz in der Qualifikation
Frauen, Schwebebalken: 56. Platz in der Qualifikation
Frauen, Stufenbarren: 52. Platz in der Qualifikation